# Mixcoatl

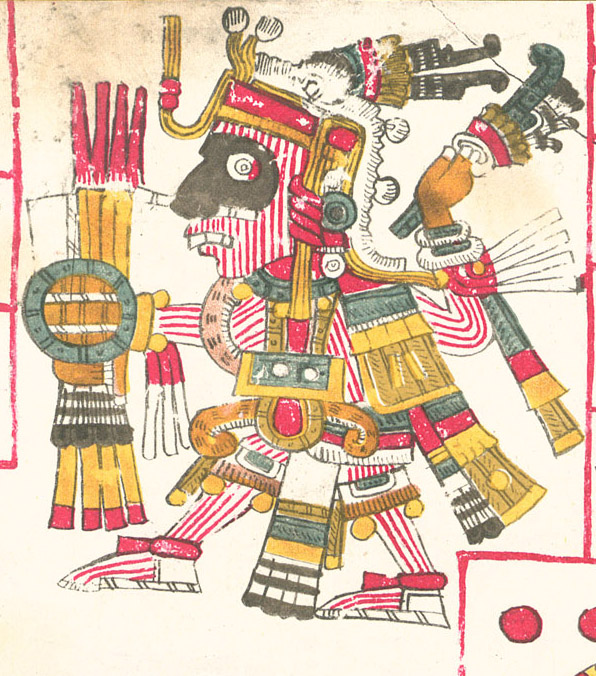
Mixcoatl.

Mixcóatl é o deus mexica das tempestades e da caça. O nome Mixcōātl em náuatle significa 'Serpente nuvem' (mix- 'nuvem' + cōā-tl 'serpente'). Os antigos mexicanos criam que a Via Látea era uma representação de Mixcoātl existe outra classe de Mixcoatl chamado Iztac Mixcoatl um velho deus celeste parecido com Ometéotl

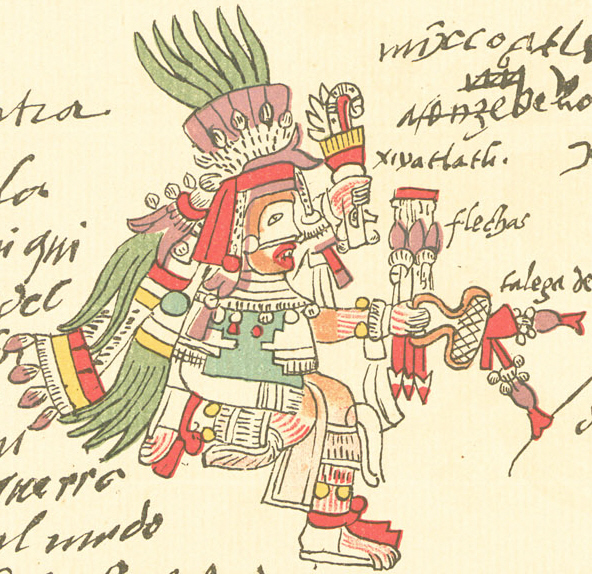
O deus asteca Mixcoatl, no códice Telleriano-Remensis

Mixcóatl também é uma personagem legendário, pai de Cē Ācatl Topiltzin Quetzalcóātl e guia de um grupo de chīchīmēcas que se assentou em Tula (no atual Estado de Hidalgo) no século X.